# Klooster van de Broeders van Maastricht (Helmond)

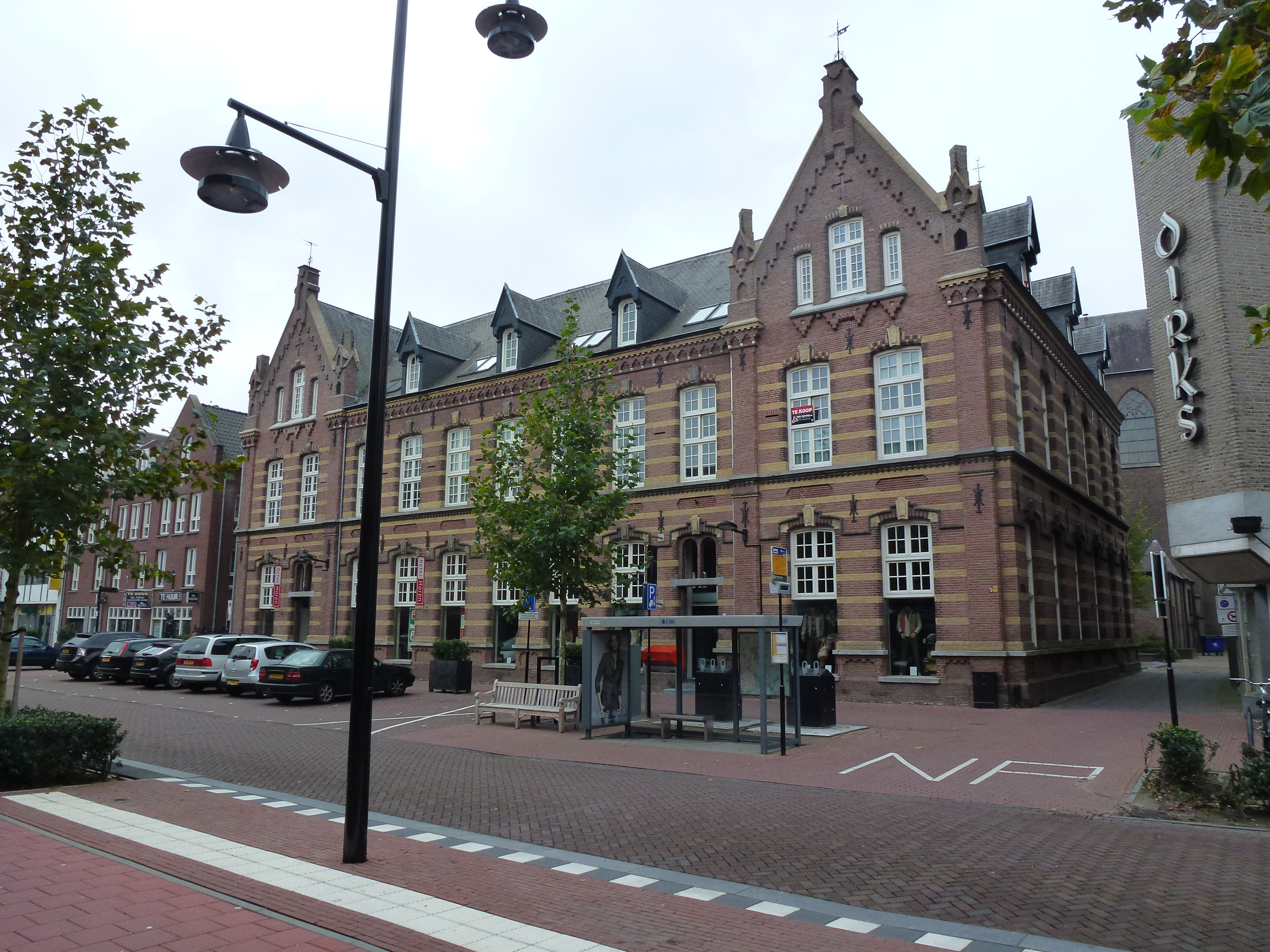
Mater Dei aan de Zuid-Koninginnewal

Het klooster van de Broeders van Maastricht is een voormalig klooster van de broeders van Maastricht in de Nederlandse stad Helmond. Het klooster is tussen 1880 en 1999 op een drietal locaties in Helmond gevestigd geweest, achtereenvolgens aan de Zuid Koninginnewal, Molenstraat en Ruusbroeclaan.

## Geschiedenis
De Helmondse deken Spierings beschikte over giften van zijn familie, waarmee hij tussen 1873 en 1875 een klooster liet bouwen aan de Zuid Koninginnewal 49 ten behoeve van de Fraters van Tilburg. De bedoeling was dat zij katholiek onderwijs voor jongens zouden verzorgen. Bisschop Zwijsen gaf echter de voorkeur aan Oss. Het tot Fraterhuis gedoopte gebouw stond enige tijd leeg, maar in 1880 trokken de broeders van de Onbevlekte Ontvangenis van Maria, beter bekend als broeders van Maastricht, in het gebouw dat tevens diende voor lager onderwijs aan jongens. Het neogotische bouwwerk, een ontwerp van Hendrik Jacobus van Tulder, is geklasseerd als rijksmonument.
Het snel toenemend aantal leerlingen noopte de congregatie tot uitbreiding van de onderwijsruimtes en uiteindelijk tot een eigen, apart kloostergebouw. In 1899 verhuisden de broeders naar de Molenstraat. Het gebouw aan de Zuid-Koninginnewal was daarna de school voor de jongens van de parochie St Lambertus. Vervolgens werd het van 1923-1937 verhuurd aan de Zusters van de Allerheiligste Verlosser. De Helmondse zusters verhuisden in 1938 naar de Smalle Haven. Vervolgens kreeg het gebouw in 1940 een nieuwe onderwijsbestemming als huishoudschool en industrieschool voor meisjes, onder de naam Mater Dei, in de volksmond Mariahuishoudschool. Rond 1980 werd het omgebouwd tot woningen en winkels.
Het broederklooster aan de Molenstraat onderging in de loop der tijden uitbreiding en modernisering. In 1925 werd het ingrijpend vergroot en met een verdieping verhoogd. De Helmondse orde bleef actief op onderwijsgebied en stichtte in de eerste helft van de 20e eeuw diverse scholen in Helmond. In 1962 vertrokken de broeders uit dit klooster dat werd gesloopt en verhuisden naar een nieuw Broederklooster aan Ruusbroeclaan 50. De bezetting liep terug, gelijk met de afnemende rol in het plaatselijk onderwijs. De orde verliet Helmond in 1999. Het kloostercomplex diende eerst nog een tijd lang als pension voor gastarbeiders. In 2005 werd het ingrijpend verbouwd tot appartementsgebouw. Ook de kapel werd tot woningen verbouwd.